# Taïso
 (octobre 2022).
Taisō s’écrit en kanji 体操, où 体 signifie corps et 操 diriger/faire marcher/manœuvrer. 
Littéralement donc, il s’agit de faire bouger son corps.

## Gymnastique sportive
On peut traduire le mot taisō par exercices physiques, définition la plus générale pour cette activité. Ce sont des exercices de base d'éducation du corps comme de l'esprit.
Ai si, les exercices réalisés le matin devant la télé ou en écoutant la radio, sont appelés au Japon radio taisō (ラジオ体操, rajio taisō). 
En japonais, la gymnastique en tant que compétition sportive se dit taisō kyōgi (体操競技) mais on peut contracter ce mot en taisô, tandis que la gymnastique à l’école se dit taiiku (体育, « éducation du corps »).
Certains dictionnaires francophones indiquent : « exercices réalisés avec le corps ayant principalement pour but de préserver la santé ou la force physique ».

## Discipline sportive associée à un art martial
Il existe actuellement différentes manières de percevoir la pratique du taisô :
- Pour les pratiquants d’arts martiaux, il s’agit d’une préparation physique préalable à l’activité martiale.
- Pour les judokas francophones, c’est une pratique sportive distincte, jūdō-taisō (préparation du corps pour le judo).
- Pour les aïkidokas, l’aiki-taisō[1] comprend toutes les préparations et les exercices de respiration, et quoiqu'il puisse être pratiqué totalement à part, il est partie intégrante de l'aïkido durant chacun des cours.
- On rencontre aussi des déclinaisons comme kitaisô (préparation du corps énergétique).

De nos jours, le taisō en tant que discipline associée à un art martial est considéré en France comme un sport. Souvent pratiqué dans un dojo, vêtu d'un judogi, ou d'un kimono plus léger, parfois simplement en tenue sportive. La discipline intéresse un public de plus en plus large, sans limite d'âge, qui n'a pas forcément pratiqué de sport auparavant et qui recherche un loisir axé sur la culture et l'entretien physique. C'est une alternative ludique aux nombreux sports de remise en forme comme le step ou la gymnastique volontaire puisque certains cours de taisō représentent une approche douce des arts martiaux, sans aucun danger (pas de chute, pas de coup porté).

## Typologie d'exercices
Les exercices du taisō sont très variés, pouvant se faire seul, ou en binômes :
- entretien cardio-respiratoire
- amélioration de l'endurance
- renforcement musculaire
- amélioration de l'équilibre
- amélioration des capacités psychomotrices
- amélioration de la coordination générale des membres
- assouplissement
- relaxation

Les arts martiaux d'origine japonaise ont toutes une partie de taisō.
En France, le jūdō-taisō (raccourci en taisō) est affilié à la Fédération française de judo, jujitsu, kendo et disciplines associées (FFJDA).

## Sources
- https://www.kotoba.fr/taiso/
- https://www.tanoshiijapanese.com/dictionary/entry_details.cfm?entry_id=39393
- https://www.lequipe.fr/Ilosport/Archives/Actualites/Le-taiso-sur-de-sa-force/744927
- https://www.yogapedia.com/definition/10909/taiso